# Lydbury North
Lydbury North – wieś w Anglii, w hrabstwie Shropshire. Leży 30 km na południowy zachód od miasta Shrewsbury i 222 km na północny zachód od Londynu.